# ريتشارد إل. تيرني
ريتشارد إل. تيرني (بالإنجليزية: Richard L. Tierney)‏ (7 أغسطس 1936، سبنسر في الولايات المتحدة)؛ شاعر وروائي أمريكي.

## روابط خارجية
- ريتشارد إل. تيرني على موقع ديسكوغز (الإنجليزية)